# Yosimar Arias
Yosimar Arias Céspedes (Nicoya, 24 de septiembre de 1986) es un exfutbolista, entrenador y director deportivo costarricense, que jugó como mediocampista.

## Trayectoria
Inició su carrera en la Liga Deportiva Alajuelense, donde formó parte del proceso de ligas menores. El 23 de diciembre de 2003 realizaría su debut oficial en Primera División con el conjunto alajuelense, en un encuentro ante la Asociación Deportiva Ramonense. Se proclamaría campeón del Campeonato de Costa Rica de fútbol 2004-2005. Posteriormente se vincularía al Puntarenas Fútbol Club  en el 2007, equipo con el cual no pudo lograr ninguna anotación en 19 participaciones. Llega al Brujas Fútbol Club en el 2008, club con el que se proclamaría campeón del Campeonato de Invierno 2009. En su paso con el cuadro Brujas consigue la suma de 9 goles en 40 partidos. En el 2011 militaría en la Liga de Ascenso de México con el equipo de Dorados de Sinaloa, anotando un único gol en 12 apariciones. Regresaría a Costa Rica para vincularse al Club Sport Herediano, equipo con el cual se proclamaría campeón del Campeonato de Verano 2012. Volvería a marcharse al fútbol extranjero en el 2012, en esta ocasión al Club Social y Deportivo Municipal de la Liga Nacional de Fútbol de Guatemala, pero su paso por tierras guatemaltecas sería muy corto, ya que retornaría al Club Sport Herediano en el 2013, equipo con el que milita hasta la actualidad. Ese mismo año se proclamó nuevamente campeón del Campeonato de Verano 2013, Verano 2015, y del Verano 2016, donde además ha obtenido el subcampeonato del Invierno 2014. 
A nivel de selecciones nacionales, ha formado parte de diversos procesos de selecciones menores Sub-17, Sub-20 y Sub-23, obteniendo la Copa Coca Cola en el 2002, así como los títulos de Campeón Sub-17 de Uncaf en el 2003 y Sub-20 en el 2004. Participó en la Copa Mundial de Fútbol Sub-17 de 2003. Ha participado de partidos amistosos a nivel mayor.

### Participaciones en la Copa del Mundo
| Mundial                               | Sede      | Resultado        |
| ------------------------------------- | --------- | ---------------- |
| Copa Mundial de Fútbol Sub-17 de 2003 | Finlandia | Cuartos de final |

## Clubes

### Como jugador
| Club                                     | País        | Año       |
| ---------------------------------------- | ----------- | --------- |
| L.D Alajuelense                          | Costa Rica  | 2003-2007 |
| Puntarenas Fútbol Club                   | Costa Rica  | 2007-2008 |
| Brujas Fútbol Club                       | Costa Rica  | 2008-2011 |
| Dorados de Sinaloa                       | México      | 2011      |
| C.S Herediano                            | Costa Rica  | 2011-2012 |
| C.S Municipal                            | Guatemala   | 2012      |
| C.S Herediano                            | Costa Rica  | 2013-2016 |
| Sonsonate FC                             | El Salvador | 2017      |
| Municipal Grecia                         | Costa Rica  | 2017      |
| Asociación Deportiva Juventud Escazuceña | Costa Rica  | 2018      |
| A.D Guanacasteca                         | Costa Rica  | 2018-2021 |

### Cómo entrenador
| Club                                         | País       | Año         |
| -------------------------------------------- | ---------- | ----------- |
| Asociación Deportiva Guanacasteca (interino) | Costa Rica | 2024        |
| Asociación Deportiva Guanacasteca (interino) | Costa Rica | 2024        |
| Asociación Deportiva Guanacasteca            | Costa Rica | 2024 - 2025 |

## Palmarés

### Títulos nacionales
| Título                         | Equipo                            | País       | Año  |
| ------------------------------ | --------------------------------- | ---------- | ---- |
| Primera División de Costa Rica | L.D Alajuelense                   | Costa Rica | 2005 |
| Primera División de Costa Rica | Brujas Fútbol Club                | Costa Rica | 2009 |
| Primera División de Costa Rica | C.S Herediano                     | Costa Rica | 2012 |
| Primera División de Costa Rica | C.S Herediano                     | Costa Rica | 2013 |
| Primera División de Costa Rica | C.S Herediano                     | Costa Rica | 2015 |
| Primera División de Costa Rica | C.S Herediano                     | Costa Rica | 2016 |
| Segunda División de Costa Rica | Asociación Deportiva Guanacasteca | Costa Rica | 2021 |

### Títulos internacionales
| Título                  | Equipo          | Sede                                    | Año  |
| ----------------------- | --------------- | --------------------------------------- | ---- |
| Concacaf Liga Campeones | L.D Alajuelense | Norteamérica, Centroamérica y el Caribe | 2004 |